# اليوم الدولي للفتيات في مجال تكنولوجيا المعلومات والاتصالات
اليوم الدولي للفتيات في مجال تكنولوجيا المعلومات والاتصالات (بالإنجليزية: International Girls in ICT Day)‏ هو حدث للأمم المتحدة، يُقام في الخميس الرابع من شهر أبريل من كل عام، أقره الاتحاد الدولي للاتصالات سنة 2014، بهدف خلق وعي عالمي بالحاجة إلى المزيد من الفتيات والنساء في قطاع تكنولوجيا المعلومات والاتصالات، وكذلك الحث على إنشاء برامج تشجع الفتيات والشابات على التفكير في الدراسات والوظائف في مجال تكنولوجيا المعلومات والاتصالات.